# Armée Révolutionnaire du Peuple (Colombie)
L’Armée Révolutionnaire du Peuple (espagnol : Ejército Revolucionario del Pueblo, ERP) est un groupe de guérilla colombien, dissident de l’Armée de Libération Nationale (ELN), actif dans le conflit armé interne en Colombie entre 1996 et 2007.

## Histoire

### Débuts
En juin 1987, 20 subversifs du front "José Solano Sepúlveda" de l’ELN et 10 autres du Mouvement Indépendant Révolutionnaire Patrie Libre, qui venait de fusionner avec l’ELN pour former l’Union Camiliste – Armée de Libération Nationale, furent envoyés par la direction nationale de cette organisation dans une zone frontalière entre les départements d’Antioquia, Sucre et Bolívar afin de créer un nouveau front de guérilla, qu’ils appelèrent "Alfredo Gómez Quiñónez" en mémoire de l’un de leurs chefs morts lors de combats avec les Forces Militaires à San Pablo (Bolívar),.
Les guérilleros du Front Alfredo Gómez Quiñónez, qui opérait dans les Montes de María, se séparèrent de l’organisation pour constituer, le 10 août 1996, l’Armée Révolutionnaire du Peuple (ERP), commandée par Édgar Castellanos, connu sous le nom de Gonzalo, et les frères Simanca Bello. Avec le slogan "Pour la justice et la liberté, vaincre ou mourir!", le groupe étendit ses activités au nord du Tolima, dans la zone rurale entre Líbano et Venadillo. Il débuta ses opérations en raison de divergences avec les principaux dirigeants et les idées de l’ELN. En janvier 1997, l’ERP publia un communiqué appelant la population à rejoindre la guérilla.
Sa présence se répartit dans les zones des Montes de María, à la frontière entre les départements de Bolívar et Sucre, dans l’Eje cafetero et le Tolima, atteignant son apogée vers 1997. Toutefois, en raison des actions des Forces Militaires de Colombie et même d'autres guérillas, il perdit du terrain jusqu’à ne couvrir que de petites zones dans le Tolima et le Magdalena Medio (es). À partir de 2000, il fut attaqué par les paramilitaires des AUC.

### Affaiblissement et démobilisation
Le 22 janvier 2007, le principal chef, Édgar Castellanos, alias Gonzalo ou "Guillermo", fut abattu avec deux femmes lors d’une opération militaire dans un refuge improvisé près d’une grotte, dans la localité de La Sierrita, municipalité de Venadillo, Tolima. Au moment de sa mort, il était accusé d’environ 30 enlèvements, connu dans la région comme le "Tsar de l’enlèvement", responsable de l’extorsion de commerçants, paysans et entrepreneurs de la région,.
Sa démobilisation débuta en juin de cette année-là, jusqu’à ce que, le 15 septembre, les 14 derniers rebelles se rendent au Bataillon Patriotas de la VIe Brigade, dans le secteur de La Sierrita, au sud du département du Tolima, avec huit fusils d’assaut, six armes de poing, 34 chargeurs, une radio de communication, six grenades à main et 1 723 munitions de guerre de différents calibres. Selon le chef de l’époque, alias "Carlos", il prit la tête du groupe et fut le principal responsable des négociations avec les autorités et de sa démobilisation. Avant cela, "Carlos" avait collaboré avec l’armée pour le démantèlement de camps des FARC-EP. En avril de cette même année, les membres du groupe commencèrent à se démobiliser dans les Montes de María,,. Le 15 septembre 2007, leur démobilisation s’acheva dans le hameau de La Sierrita, à Venadillo (Tolima), sous la pression des Forces Militaires, des paramilitaires et des FARC-EP.

## Crimes
- Meurtre[14] : Le 17 mars 2006, des membres de l’ERP tendirent une embuscade à trois officiers dans un parc du corregimiento de Convenio à Líbano (Tolima). Trois civils furent également blessés lors de l’attaque[15].
- Enlèvement : de quatre membres d’une ONG[16], du commerçant Adolfo Charry et de son fils, enlevés près de Anzoátegui (Tolima)[17].